# Saison 2018-2019 des Nets de Brooklyn
La saison 2018-2019 des Nets de Brooklyn est la 52e saison de la franchise et la 43e au sein de la National Basketball Association (NBA). C'est la 7e saison dans la ville de Brooklyn.

## Draft
| Tour | Choix | Joueur         | Poste | Nationalité        | Provenance             |
| ---- | ----- | -------------- | ----- | ------------------ | ---------------------- |
| 1    | 29    | Džanan Musa    | G     | Bosnie-Herzégovine | KK Cedevita (Croatie)  |
| 2    | 40    | Rodions Kurucs | F     | Lettonie           | FC Barcelone (Espagne) |

## Matchs

### Summer League
| Summer League Total: 0-5 |

| Match | Date match | Équipe        | Score     | Meilleur marqueur     | Meilleur rebondeur  | Meilleur passeur      | Lieux Spectateurs | Série |
| ----- | ---------- | ------------- | --------- | --------------------- | ------------------- | --------------------- | ----------------- | ----- |
| 1     | 6 juillet  | Orlando       | D 80-86   | Shawn Dawson (20)     | James Webb III (8)  | Semaj Christon (4)    | Cox Pavilion      | 0 - 1 |
| 2     | 7 juillet  | Oklahoma City | D 76-90   | Theo Pinson (16)      | Trevor Thompson (7) | Jordan McLaughlin (6) | Cox Pavilion      | 0 - 2 |
| 3     | 9 juillet  | Minnesota     | D 69-78   | Dawson, Watanabe (14) | Jarrett Allen (12)  | Jordan McLaughlin (5) | Cox Pavilion      | 0 - 3 |
| 4     | 11 juillet | Houston       | D 102-109 | Milton Doyle (21)     | Jarrett Allen (11)  | Milton Doyle (6)      | Cox Pavilion      | 0 - 4 |
| 5     | 13 juillet | Indiana       | D 79-116  | Tyler Davis (19)      | Trevor Thompson (9) | Jordan McLaughlin (5) | Cox Pavilion      | 0 - 5 |

### Pré-saison
| Pré-saison Total: 2-2 (Domicile : 0-1 ; Extérieur : 2-1) |

| Match | Date match | Équipe     | Score     | Meilleur marqueur      | Meilleur rebondeur    | Meilleur passeur      | Lieux                 | Série |
| ----- | ---------- | ---------- | --------- | ---------------------- | --------------------- | --------------------- | --------------------- | ----- |
| 1     | 3 octobre  | New York   | D 102-107 | Caris LeVert (15)      | Treveon Graham (9)    | Spencer Dinwiddie (6) | Barclays Center       | 0 - 1 |
| 2     | 8 octobre  | @ Détroit  | V 110-108 | D'Angelo Russell (25)  | Edward Davis (10)     | Caris LeVert (8)      | Little Caesars Arena  | 1 - 1 |
| 3     | 10 octobre | @ Toronto  | D 91-118  | Jarrett Allen (24)     | Spencer Dinwiddie (7) | Spencer Dinwiddie (8) | Bell Centre           | 1 - 2 |
| 4     | 12 octobre | @ New York | V 113-107 | Spencer Dinwiddie (19) | Edward Davis (8)      | D'Angelo Russell (8)  | Madison Square Garden | 2 - 2 |

### Saison régulière
| Saison régulière Total: 41-40 (Domicile : 22-18 ; Extérieur : 19-22) |

| Match | Date match | Équipe                | Score          | Meilleur marqueur      | Meilleur rebondeur     | Meilleur passeur       | Lieux                   | Série |
| ----- | ---------- | --------------------- | -------------- | ---------------------- | ---------------------- | ---------------------- | ----------------------- | ----- |
| 1     | 17 octobre | @ Detroit             | D 100-103      | Caris LeVert (27)      | Jarrett Allen (10)     | Spencer Dinwiddie (6)  | Little Caesars Arena    | 0 - 1 |
| 2     | 19 octobre | New York              | V 107-105      | Caris LeVert (28)      | Jarrett Allen (11)     | Dinwiddie, Russell (6) | Barclays Center         | 1 - 1 |
| 3     | 20 octobre | @ Indiana             | D 112-132      | Harris, LeVert (19)    | Ed Davis (8)           | D'Angelo Russell (7)   | Bankers Life Fieldhouse | 1 - 2 |
| 4     | 24 octobre | @ Cleveland           | V 102-86       | D'Angelo Russell (18)  | Ed Davis (10)          | D'Angelo Russell (8)   | Quicken Loans Arena     | 2 - 2 |
| 5     | 26 octobre | @ La Nouvelle-Orléans | D 115-117      | D'Angelo Russell (24)  | Ed Davis (11)          | Spencer Dinwiddie (5)  | Smoothie King Center    | 2 - 3 |
| 6     | 28 octobre | Golden State          | D 114-120      | D'Angelo Russell (25)  | Ed Davis (7)           | Caris LeVert (7)       | Barclays Center         | 2 - 4 |
| 7     | 29 octobre | @ New York            | D 96-115       | Spencer Dinwiddie (17) | Rondae H-Jefferson (7) | Caris LeVert (5)       | Madison Square Garden   | 2 - 5 |
| 8     | 31 octobre | Detroit               | V 120-119 (OT) | Spencer Dinwiddie (25) | Ed Davis (10)          | LeVert, Russell (6)    | Barclays Center         | 3 - 5 |

| Match | Date match  | Équipe         | Score           | Meilleur marqueur       | Meilleur rebondeur           | Meilleur passeur       | Lieux                      | Série  |
| ----- | ----------- | -------------- | --------------- | ----------------------- | ---------------------------- | ---------------------- | -------------------------- | ------ |
| 9     | 2 novembre  | Houston        | D 111-119       | Caris LeVert (29)       | Jarrett Allen (8)            | Joe Harris (4)         | Barclays Center            | 3 - 6  |
| 10    | 4 novembre  | Philadelphie   | V 122-97        | Jefferson, Russell (21) | Jarrett Allen (10)           | Spencer Dinwiddie (8)  | Barclays Center            | 4 - 6  |
| 11    | 6 novembre  | @ Phoenix      | V 104-82        | Caris LeVert (26)       | Ed Davis (12)                | Allen, Napier (5)      | Talking Stick Resort Arena | 5 - 6  |
| 12    | 9 novembre  | @ Denver       | V 112-110       | D'Angelo Russell (23)   | Jarrett Allen (9)            | Spencer Dinwiddie (6)  | Pepsi Center               | 6 - 6  |
| 13    | 10 novembre | @ Golden State | D 110-116       | Joe Harris (24)         | Allen, Davis (7)             | Spencer Dinwiddie (6)  | Oracle Arena               | 6 - 7  |
| 14    | 12 novembre | @ Minnesota    | D 113-120       | D'Angelo Russell (31)   | Ed Davis (14)                | D'Angelo Russell (6)   | Target Center              | 6 - 8  |
| 15    | 14 novembre | Miami          | D 107-120       | Spencer Dinwiddie (18)  | Davis, Jefferson (9)         | Dinwiddie, Russell (5) | Barclays Center            | 6 - 9  |
| 16    | 16 novembre | @ Washington   | V 115-104       | Spencer Dinwiddie (25)  | Jarrett Allen (12)           | Spencer Dinwiddie (8)  | Capital One Arena          | 7 - 9  |
| 17    | 17 novembre | L.A. Clippers  | D 119-127       | Jarrett Allen (24)      | Allen, Davis (11)            | D'Angelo Russell (10)  | Barclays Center            | 7 - 10 |
| 18    | 20 novembre | @ Miami        | V 104-92        | D'Angelo Russell (20)   | Jarrett Allen (14)           | Spencer Dinwiddie (7)  | American Airlines Arena    | 8 - 10 |
| 19    | 21 novembre | @ Dallas       | D 113-119       | Allen Crabbe (27)       | Ed Davis (9)                 | Spencer Dinwiddie (7)  | American Airlines Center   | 8 - 11 |
| 20    | 23 novembre | Minnesota      | D 102-112       | Dinwiddie, Harris (18)  | DeMarre Carroll (7)          | Spencer Dinwiddie (8)  | Barclays Center            | 8 - 12 |
| 21    | 25 novembre | Philadelphie   | D 125-127       | D'Angelo Russell (38)   | Jarrett Allen (10)           | D'Angelo Russell (8)   | Barclays Center            | 8 - 13 |
| 22    | 28 novembre | Utah           | D 91-101        | Spencer Dinwiddie (18)  | Rondae Hollis-Jefferson (11) | D'Angelo Russell (7)   | Barclays Center            | 8 - 14 |
| 23    | 30 novembre | Memphis        | D 125-131 (2OT) | D'Angelo Russell (26)   | Allen, Carroll (12)          | D'Angelo Russell (8)   | Barclays Center            | 8 - 15 |

| Match | Date match   | Équipe         | Score           | Meilleur marqueur      | Meilleur rebondeur           | Meilleur passeur            | Lieux                 | Série   |
| ----- | ------------ | -------------- | --------------- | ---------------------- | ---------------------------- | --------------------------- | --------------------- | ------- |
| 24    | 1er décembre | @ Washington   | D 88-102        | Allen Crabbe (14)      | Allen, Jefferson (8)         | Spencer Dinwiddie (8)       | Capital One Arena     | 8 - 16  |
| 25    | 3 décembre   | Cleveland      | D 97-99         | D'Angelo Russell (30)  | Ed Davis (10)                | D'Angelo Russell (6)        | Barclays Center       | 8 - 17  |
| 26    | 5 décembre   | Oklahoma City  | D 112-114       | Allen Crabbe (22)      | Rondae Hollis-Jefferson (9)  | Rondae Hollis-Jefferson (6) | Barclays Center       | 8 - 18  |
| 27    | 7 décembre   | Toronto        | D 106-105 (OT)  | D'Angelo Russell (29)  | Ed Davis (15)                | Spencer Dinwiddie (8)       | Barclays Center       | 9 - 18  |
| 28    | 8 décembre   | @ New York     | V 112-104       | Spencer Dinwiddie (25) | Jarrett Allen (12)           | D'Angelo Russell (11)       | Madison Square Garden | 10 - 18 |
| 29    | 12 décembre  | @ Philadelphie | V 127-124       | Spencer Dinwiddie (39) | Ed Davis (10)                | D'Angelo Russell (7)        | Wells Fargo Center    | 11 - 18 |
| 30    | 14 décembre  | Washington     | V 125-118       | Spencer Dinwiddie (27) | Rondae Hollis-Jefferson (9)  | D'Angelo Russell (9)        | Barclays Center       | 12 - 18 |
| 31    | 16 décembre  | Atlanta        | V 144-127       | D'Angelo Russell (32)  | Ed Davis (10)                | D'Angelo Russell (7)        | Barclays Center       | 13 - 18 |
| 32    | 18 décembre  | L.A. Lakers    | V 115-110       | D'Angelo Russell (22)  | Allen, Hollis-Jefferson (8)  | D'Angelo Russell (13)       | Barclays Center       | 14 - 18 |
| 33    | 19 décembre  | @ Chicago      | V 96-93         | Spencer Dinwiddie (27) | Jarrett Allen (12)           | Joe Harris (4)              | United Center         | 15 - 18 |
| 34    | 21 décembre  | Indiana        | D 106-114       | Rodions Kurucs (24)    | Ed Davis (10)                | Dinwiddie, Russell (9)      | Barclays Center       | 15 - 19 |
| 35    | 23 décembre  | Phoenix        | V 111-103       | Spencer Dinwiddie (24) | Rodions Kurucs (10)          | D'Angelo Russell (8)        | Barclays Center       | 16 - 19 |
| 36    | 26 décembre  | Charlotte      | V 134-132 (2OT) | Spencer Dinwiddie (37) | Rondae Hollis-Jefferson (15) | Spencer Dinwiddie (11)      | Barclays Center       | 17 - 19 |
| 37    | 28 décembre  | @ Charlotte    | D 87-100        | D'Angelo Russell (33)  | Ed Davis (11)                | Spencer Dinwiddie (5)       | Spectrum Center       | 17 - 20 |
| 38    | 29 décembre  | @ Milwaukee    | D 115-129       | Shabazz Napier (32)    | Kenneth Faried (10)          | Shabazz Napier (7)          | Fiserv Forum          | 17 - 21 |

| Match | Date match | Équipe              | Score          | Meilleur marqueur      | Meilleur rebondeur   | Meilleur passeur       | Lieux            | Série   |
| ----- | ---------- | ------------------- | -------------- | ---------------------- | -------------------- | ---------------------- | ---------------- | ------- |
| 39    | 2 janvier  | La Nouvelle-Orléans | V 126-121      | D'Angelo Russell (22)  | Ed Davis (12)        | D'Angelo Russell (13)  | Barclays Center  | 18 - 21 |
| 40    | 4 janvier  | @ Memphis           | V 109-100      | D'Angelo Russell (23)  | Jarrett Allen (12)   | D'Angelo Russell (10)  | FedExForum       | 19 - 21 |
| 41    | 6 janvier  | @ Chicago           | V 117-100      | D'Angelo Russell (28)  | Ed Davis (13)        | Dinwiddie, Russell (5) | United Center    | 20 - 21 |
| 42    | 7 janvier  | @ Boston            | D 95-116       | Rodions Kurucs (24)    | Kenneth Faried (12)  | Shabazz Napier (6)     | TD Garden        | 20 - 22 |
| 43    | 9 janvier  | Atlanta             | V 116-100      | D'Angelo Russell (23)  | Ed Davis (16)        | Spencer Dinwiddie (5)  | Barclays Center  | 21 - 22 |
| 44    | 11 janvier | @ Toronto           | D 105-122      | D'Angelo Russell (24)  | Jarrett Allen (12)   | D'Angelo Russell (9)   | Scotiabank Arena | 21 - 23 |
| 45    | 14 janvier | Boston              | V 109-102      | D'Angelo Russell (34)  | DeMarre Carroll (14) | D'Angelo Russell (7)   | Barclays Center  | 22 - 23 |
| 46    | 16 janvier | @ Houston           | V 145-142 (OT) | Spencer Dinwiddie (33) | Jarrett Allen (24)   | Spencer Dinwiddie (10) | Toyota Center    | 23 - 23 |
| 47    | 18 janvier | @ Orlando           | V 117-115      | D'Angelo Russell (40)  | Jarrett Allen (10)   | D'Angelo Russell (7)   | Amway Center     | 24 - 23 |
| 48    | 21 janvier | Sacramento          | V 123-94       | D'Angelo Russell (31)  | Ed Davis (16)        | D'Angelo Russell (8)   | Barclays Center  | 25 - 23 |
| 49    | 23 janvier | Orlando             | V 114-110      | Spencer Dinwiddie (29) | Jarrett Allen (11)   | D'Angelo Russell (10)  | Barclays Center  | 26 - 23 |
| 50    | 25 janvier | New York            | V 109-99       | Theo Pinson (19)       | Ed Davis (16)        | D'Angelo Russell (4)   | Barclays Center  | 27 - 23 |
| 51    | 28 janvier | @ Boston            | D 104-112      | D'Angelo Russell (25)  | Ed Davis (11)        | Shabazz Napier (5)     | TD Garden        | 27 - 24 |
| 52    | 29 janvier | Chicago             | V 122-117      | D'Angelo Russell (30)  | Jarrett Allen (8)    | D'Angelo Russell (7)   | Barclays Center  | 28 - 24 |
| 53    | 31 janvier | @ San Antonio       | D 114-117      | D'Angelo Russell (25)  | Ed Davis (11)        | D'Angelo Russell (9)   | AT&T Center      | 28 - 25 |

| Match                  | Date match | Équipe      | Score           | Meilleur marqueur     | Meilleur rebondeur   | Meilleur passeur      | Lieux               | Série   |
| ---------------------- | ---------- | ----------- | --------------- | --------------------- | -------------------- | --------------------- | ------------------- | ------- |
| 54                     | 2 février  | @ Orlando   | D 89-102        | D'Angelo Russell (23) | Ed Davis (16)        | D'Angelo Russell (6)  | Amway Center        | 28 - 26 |
| 55                     | 4 février  | Milwaukee   | D 94-113        | D'Angelo Russell (18) | Jarrett Allen (11)   | D'Angelo Russell (5)  | Barclays Center     | 28 - 27 |
| 56                     | 6 février  | Denver      | V 135-130       | D'Angelo Russell (27) | DeMarre Carroll (10) | Napier, Russell (11)  | Barclays Center     | 29 - 27 |
| 57                     | 8 février  | Chicago     | D 106-125       | D'Angelo Russell (23) | Jarrett Allen (10)   | D'Angelo Russell (6)  | Barclays Center     | 29 - 28 |
| 58                     | 11 février | @ Toronto   | D 125-127       | D'Angelo Russell (28) | D'Angelo Russell (7) | D'Angelo Russell (14) | Scotiabank Arena    | 29 - 29 |
| 59                     | 13 février | @ Cleveland | V 148-139 (3OT) | D'Angelo Russell (26) | Jarrett Allen (12)   | Caris LeVert (9)      | Quicken Loans Arena | 30 - 29 |
| NBA All-Star Game 2019 |            |             |                 |                       |                      |                       |                     |         |
| 60                     | 21 février | Portland    | D 99-113        | Allen Crabbe (17)     | Jarrett Allen (11)   | Shabazz Napier (10)   | Barclays Center     | 30 - 30 |
| 61                     | 23 février | @ Charlotte | V 117-115       | D'Angelo Russell (40) | Jarrett Allen (11)   | D'Angelo Russell (7)  | Spectrum Center     | 31 - 30 |
| 62                     | 25 février | San Antonio | V 101-85        | D'Angelo Russell (23) | DeMarre Carroll (12) | D'Angelo Russell (8)  | Barclays Center     | 32 - 30 |
| 63                     | 27 février | Washington  | D 116-125       | D'Angelo Russell (28) | Treveon Graham (7)   | D'Angelo Russell (7)  | Barclays Center     | 32 - 31 |

| Match | Date match | Équipe          | Score           | Meilleur marqueur      | Meilleur rebondeur           | Meilleur passeur       | Lieux                   | Série   |
| ----- | ---------- | --------------- | --------------- | ---------------------- | ---------------------------- | ---------------------- | ----------------------- | ------- |
| 64    | 1er mars   | Charlotte       | D 112-123       | D'Angelo Russell (22)  | Harris, LeVert (7)           | D'Angelo Russell (9)   | Barclays Center         | 32 - 32 |
| 65    | 2 mars     | @ Miami         | D 88-117        | Joe Harris (15)        | Rodions Kurucs (7)           | D'Angelo Russell (8)   | American Airlines Arena | 32 - 33 |
| 66    | 4 mars     | Dallas          | V 127-88        | DeMarre Carroll (22)   | Ed Davis (10)                | D'Angelo Russell (11)  | Barclays Center         | 33 - 33 |
| 67    | 6 mars     | Cleveland       | V 113-107       | Spencer Dinwiddie (28) | Ed Davis (12)                | Dinwiddie, Russell (5) | Barclays Center         | 34 - 33 |
| 68    | 9 mars     | @ Atlanta       | V 114-112       | Spencer Dinwiddie (23) | Jarrett Allen (12)           | Spencer Dinwiddie (7)  | State Farm Arena        | 35 - 33 |
| 69    | 11 mars    | Détroit         | V 103-75        | Spencer Dinwiddie (19) | Allen Crabbe (10)            | D'Angelo Russell (7)   | Barclays Center         | 36 - 33 |
| 70    | 13 mars    | @ Oklahoma City | D 96-108        | Spencer Dinwiddie (25) | Ed Davis (11)                | D'Angelo Russell (7)   | Chesapeake Energy Arena | 36 - 34 |
| 71    | 16 mars    | @ Utah          | D 98-114        | Spencer Dinwiddie (22) | Ed Davis (11)                | LeVert, Russell (4)    | Vivint Smart Home Arena | 36 - 35 |
| 72    | 17 mars    | @ L.A. Clippers | D 116-119       | D'Angelo Russell (32)  | Jarrett Allen (11)           | D'Angelo Russell (10)  | Staples Center          | 36 - 36 |
| 73    | 19 mars    | @ Sacramento    | V 123-121       | D'Angelo Russell (44)  | Jarrett Allen (7)            | D'Angelo Russell (12)  | Golden 1 Center         | 37 - 36 |
| 74    | 22 mars    | @ L.A. Lakers   | V 111-106       | Joe Harris (26)        | Ed Davis (15)                | D'Angelo Russell (13)  | Staples Center          | 38 - 36 |
| 75    | 25 mars    | @ Portland      | D 144-148 (2OT) | D'Angelo Russell (39)  | Ed Davis (14)                | D'Angelo Russell (8)   | Moda Center             | 38 - 37 |
| 76    | 28 mars    | @ Philadelphie  | D 110-123       | Joe Harris (22)        | Rondae Hollis-Jefferson (10) | D'Angelo Russell (8)   | Wells Fargo Center      | 38 - 38 |
| 77    | 30 mars    | Boston          | V 110-96        | D'Angelo Russell (29)  | Joe Harris (8)               | D'Angelo Russell (10)  | Barclays Center         | 39 - 38 |

| Match | Date match | Équipe      | Score     | Meilleur marqueur     | Meilleur rebondeur | Meilleur passeur       | Lieux                   | Série   |
| ----- | ---------- | ----------- | --------- | --------------------- | ------------------ | ---------------------- | ----------------------- | ------- |
| 78    | 1er avril  | Milwaukee   | D 121-131 | D'Angelo Russell (28) | Ed Davis (14)      | Caris LeVert (6)       | Barclays Center         | 39 - 39 |
| 79    | 3 avril    | Toronto     | D 105-115 | D'Angelo Russell (27) | Jarrett Allen (9)  | D'Angelo Russell (6)   | Barclays Center         | 39 - 40 |
| 80    | 6 avril    | @ Milwaukee | V 133-128 | D'Angelo Russell (25) | Jarrett Allen (7)  | D'Angelo Russell (10)  | Fiserv Forum            | 40 - 40 |
| 81    | 7 avril    | @ Indiana   | V 108-96  | D'Angelo Russell (20) | Jarrett Allen (8)  | Dinwiddie, Russell (6) | Bankers Life Fieldhouse | 41 - 40 |
| 82    | 10 avril   | Miami       | V 113-94  | D'Angelo Russell (21) | Jarrett Allen (14) | D'Angelo Russell (5)   | Barclays Center         | 42 - 40 |

### Playoffs
| Play-Offs Total: 1-4 (Domicile : 0-2 ; Extérieur : 1-2) |

| Match | Date match | Équipe         | Score     | Meilleur marqueur            | Meilleur rebondeur | Meilleur passeur     | Lieux              | Série |
| ----- | ---------- | -------------- | --------- | ---------------------------- | ------------------ | -------------------- | ------------------ | ----- |
| 1     | 13 avril   | @ Philadelphie | V 111-102 | D'Angelo Russell (26)        | Ed Davis (16)      | D'Angelo Russell (4) | Wells Fargo Center | 1 - 0 |
| 2     | 16 avril   | @ Philadelphie | D 123-145 | Spencer Dinwiddie (19)       | Jarrett Allen (6)  | Jarrett Allen (4)    | Wells Fargo Center | 1 - 1 |
| 3     | 19 avril   | Philadelphie   | D 115-131 | Caris LeVert (26)            | Caris LeVert (7)   | D'Angelo Russell (4) | Barclays Center    | 1 - 2 |
| 4     | 20 avril   | Philadelphie   | D 108-112 | Caris LeVert (25)            | Jarrett Allen (8)  | Caris LeVert (6)     | Barclays Center    | 1 - 3 |
| 5     | 24 avril   | @ Philadelphie | D 100-122 | Rondae Hollis-Jefferson (21) | Jarrett Allen (9)  | Shabazz Napier (10)  | Wells Fargo Center | 1 - 4 |

### Confrontations en saison régulière
| Conférence Est      | Conférence Est                               | Conférence Est                               | Conférence Est                               | Conférence Est                               | Conférence Ouest                             | Conférence Ouest                             | Conférence Ouest                             |
| Division Atlantique | Division Atlantique                          | Division Atlantique                          | Division Atlantique                          | Division Atlantique                          | Division Nord-Ouest                          | Division Nord-Ouest                          | Division Nord-Ouest                          |
| Équipe              | Domicile                                     | Domicile                                     | Extérieur                                    | Extérieur                                    | Équipe                                       | Domicile                                     | Extérieur                                    |
| ------------------- | -------------------------------------------- | -------------------------------------------- | -------------------------------------------- | -------------------------------------------- | -------------------------------------------- | -------------------------------------------- | -------------------------------------------- |
| Boston              | 109-102                                      | 110-96                                       | 95-116                                       | 104-112                                      | Denver                                       | 135-130                                      | 112-110                                      |
|                     |                                              |                                              |                                              |                                              | Minnesota                                    | 102-112                                      | 113-120                                      |
| New York            | 107-105                                      | 109-99                                       | 96-115                                       | 112-104                                      | Oklahoma City                                | 112-114                                      | 96-108                                       |
| Philadelphie        | 122-97                                       | 125-127                                      | 127-124                                      | 110-123                                      | Portland                                     | 99-113                                       | 144-148 (2OT)                                |
| Toronto             | 106-105 (OT)                                 | 105-115                                      | 105-122                                      | 125-127                                      | Utah                                         | 91-101                                       | 98-114                                       |
|                     | 6–2                                          | 6–2                                          | 2–6                                          | 2–6                                          |                                              | 1–4                                          | 1–4                                          |
| Division            | 8–8                                          | 8–8                                          | 8–8                                          | 8–8                                          | Division                                     | 2–8                                          | 2–8                                          |
| Division Centrale   | Division Centrale                            | Division Centrale                            | Division Centrale                            | Division Centrale                            | Division Pacifique                           | Division Pacifique                           | Division Pacifique                           |
| Équipe              | Domicile                                     | Domicile                                     | Extérieur                                    | Extérieur                                    | Équipe                                       | Domicile                                     | Extérieur                                    |
| Chicago             | 122-117                                      | 106-125                                      | 96-93                                        | 117-100                                      | Golden State                                 | 114-120                                      | 110-116                                      |
| Cleveland           | 97-99                                        | 113-107                                      | 102-86                                       | 148-139 (3OT)                                | L.A. Clippers                                | 119-127                                      | 116-119                                      |
| Detroit             | 120-119 (OT)                                 | 103-75                                       | 100-103                                      |                                              | L.A. Lakers                                  | 115-110                                      | 111-106                                      |
| Indiana             | 106-114                                      |                                              | 112-132                                      | 108-96                                       | Phoenix                                      | 111-103                                      | 104-82                                       |
| Milwaukee           | 94-113                                       | 121-131                                      | 115-129                                      | 133-128                                      | Sacramento                                   | 123-94                                       | 123-121                                      |
|                     | 4–5                                          | 4–5                                          | 6–3                                          | 6–3                                          |                                              | 3–2                                          | 3–2                                          |
| Division            | 10–8                                         | 10–8                                         | 10–8                                         | 10–8                                         | Division                                     | 6–4                                          | 6–4                                          |
| Division Sud-Est    | Division Sud-Est                             | Division Sud-Est                             | Division Sud-Est                             | Division Sud-Est                             | Division Sud-Ouest                           | Division Sud-Ouest                           | Division Sud-Ouest                           |
| Équipe              | Domicile                                     | Domicile                                     | Extérieur                                    | Extérieur                                    | Équipe                                       | Domicile                                     | Extérieur                                    |
| Atlanta             | 144-127                                      | 116-100                                      | 114-112                                      |                                              | Dallas                                       | 127-88                                       | 113-119                                      |
| Charlotte           | 134-132 (2OT)                                | 112-123                                      | 87-100                                       | 117-115                                      | Houston                                      | 111-119                                      | 145-142 (OT)                                 |
| Miami               | 107-120                                      | 113-94                                       | 104-92                                       | 88-117                                       | Memphis                                      | 125-131 (2OT)                                | 109-100                                      |
| Orlando             | 114-110                                      |                                              | 117-115                                      | 89-102                                       | La Nouvelle-Orléans                          | 126-121                                      | 115-117                                      |
| Washington          | 125-118                                      | 116-125                                      | 115-104                                      | 88-102                                       | San Antonio                                  | 101-85                                       | 114-117                                      |
|                     | 6–3                                          | 6–3                                          | 5–4                                          | 5–4                                          |                                              | 3–2                                          | 2–3                                          |
| Division            | 11–7                                         | 11–7                                         | 11–7                                         | 11–7                                         | Division                                     | 5–5                                          | 5–5                                          |
| Conférence          | 29–23 (Domicile : 16–10 ; Extérieur : 13–13) | 29–23 (Domicile : 16–10 ; Extérieur : 13–13) | 29–23 (Domicile : 16–10 ; Extérieur : 13–13) | 29–23 (Domicile : 16–10 ; Extérieur : 13–13) | Conférence                                   | 13–17 (Domicile : 7–8 ; Extérieur : 6–9)     | 13–17 (Domicile : 7–8 ; Extérieur : 6–9)     |
| Total               | 42–40 (Domicile : 23–18 ; Extérieur : 19–22) | 42–40 (Domicile : 23–18 ; Extérieur : 19–22) | 42–40 (Domicile : 23–18 ; Extérieur : 19–22) | 42–40 (Domicile : 23–18 ; Extérieur : 19–22) | 42–40 (Domicile : 23–18 ; Extérieur : 19–22) | 42–40 (Domicile : 23–18 ; Extérieur : 19–22) | 42–40 (Domicile : 23–18 ; Extérieur : 19–22) |

## Classements de la saison régulière
| Conférence Est | Conférence Est         | Conférence Est | Conférence Est | Conférence Est | Conférence Est | Conférence Est | Conférence Est |
| No             | Franchise              | Vic.           | Déf.           | MJ             | V/D            | GB             |                |
| -------------- | ---------------------- | -------------- | -------------- | -------------- | -------------- | -------------- | -------------- |
| 1              | Bucks de Milwaukee     | 60             | 22             | 82             | .732           | –              |                |
| 2              | Raptors de Toronto     | 58             | 24             | 82             | .707           | 2              |                |
| 3              | 76ers de Philadelphie  | 51             | 31             | 82             | .622           | 9              |                |
| 4              | Celtics de Boston      | 49             | 33             | 82             | .598           | 11             |                |
| 5              | Pacers de l'Indiana    | 48             | 34             | 82             | .585           | 12             |                |
| 6              | Nets de Brooklyn       | 42             | 40             | 82             | .512           | 18             |                |
| 7              | Magic d'Orlando        | 42             | 40             | 82             | .512           | 18             |                |
| 8              | Pistons de Détroit     | 41             | 41             | 82             | .500           | 19             |                |
|                |                        |                |                |                |                |                |                |
| 9              | Hornets de Charlotte   | 39             | 43             | 82             | .476           | 21             |                |
| 10             | Heat de Miami          | 39             | 43             | 82             | .476           | 21             |                |
| 11             | Wizards de Washington  | 32             | 50             | 82             | .390           | 28             |                |
| 12             | Hawks d'Atlanta        | 29             | 53             | 82             | .354           | 31             |                |
| 13             | Bulls de Chicago       | 22             | 60             | 82             | .268           | 38             |                |
| 14             | Cavaliers de Cleveland | 19             | 63             | 82             | .232           | 41             |                |
| 15             | Knicks de New York     | 17             | 65             | 82             | .207           | 43             |                |

| Division Atlantique       | V  | D  | MJ | V/D  | GB | Dom   | Ext   | Div  |
| ------------------------- | -- | -- | -- | ---- | -- | ----- | ----- | ---- |
| Raptors de Toronto (2)    | 58 | 24 | 82 | .707 | –  | 32–9  | 26–15 | 12–4 |
| 76ers de Philadelphie (3) | 51 | 31 | 82 | .622 | 7  | 31–10 | 20–21 | 8–8  |
| Celtics de Boston (4)     | 49 | 33 | 82 | .598 | 9  | 28–13 | 21–20 | 10–6 |
| Nets de Brooklyn (6)      | 42 | 40 | 82 | .512 | 16 | 23–18 | 19–22 | 8–8  |
| Knicks de New York (15)   | 17 | 65 | 82 | .207 | 41 | 9–32  | 8–33  | 2–14 |

## Transactions

### Échanges
| 6 juillet 2018  | A Nets de BrooklynDwight Howard                                                                         | A Hornets de CharlotteTimofeï Mozgov Droits sur Hamidou Diallo (#45) Second tour de draft 2021 Compensation financière de 5 000 000 $ |
| 13 juillet 2018 | A Nets de BrooklynDroits sur Isaïa Cordinier (2016 #44) Second tour de draft 2020 de Portland (protégé) | A Hawks d'AtlantaJeremy Lin Droit d'échange du second tour de draft 2023 Second tour de draft 2025                                    |
| 13 juillet 2018 | A Nets de BrooklynKenneth Faried Darrell Arthur Second tour de draft 2019 Second tour de draft 2020     | A Nuggets de DenverIsaiah Whitehead                                                                                                   |
| 20 juillet 2018 | A Nets de BrooklynJared Dudley Second tour de draft 2021 (protégé)                                      | A Suns de PhoenixDarrell Arthur |
| 7 février 2019  | A Nets de BrooklynGreg Monroe Second tour de draft 2021                                                 | A Raptors de TorontoCompensation financière                                                                                           |

### Extension de contrat
| Date       | Joueur            | Contrat                            |
| ---------- | ----------------- | ---------------------------------- |
| 14/12/2018 | Spencer Dinwiddie | Contrat de 34 360 473 $ sur 3 ans. |

### Joueurs qui re-signent
| Date       | Joueur     | Contrat                            |
| ---------- | ---------- | ---------------------------------- |
| 01/07/2018 | Joe Harris | Contrat de 16 000 000 $ sur 2 ans. |

### Options dans les contrats
| Date       | Joueur        | Option                                                                     |
| ---------- | ------------- | -------------------------------------------------------------------------- |
| 15/10/2018 | Jarrett Allen | Denver active son option d'équipe de 2 376 840 $ pour la saison 2019-2020. |
| 15/10/2018 | Caris LeVert  | Denver active son option d'équipe de 2 625 718 $ pour la saison 2019-2020. |

### Arrivés

#### Draft
| Date       | Joueur         | Contrat                                  | Provenance   |
| ---------- | -------------- | ---------------------------------------- | ------------ |
| 12/07/2018 | Džanan Musa    | Contrat rookie de 9 161 694 $ sur 4 ans. | KK Cedevita  |
| 16/07/2018 | Rodions Kurucs | Contrat de 6 958 776 $ sur 4 ans.        | FC Barcelone |

#### Agent libre
| Date       | Joueur         | Contrat                                                 | Provenance                |
| ---------- | -------------- | ------------------------------------------------------- | ------------------------- |
| 17/07/2018 | Shabazz Napier | Contrat partiellement garanti de 3 787 723 $ sur 2 ans. | Trail Blazers de Portland |
| 23/07/2018 | Ed Davis       | Contrat de 4 400 000 $ sur 1 an.                        | Trail Blazers de Portland |
| 30/07/2018 | Treveon Graham | Contrat partiellement garanti de 3 157 958 $ sur 2 ans. | Hornets de Charlotte      |

#### Two-way contract
| Date       | Joueur        | Provenance                              |
| ---------- | ------------- | --------------------------------------- |
| 24/09/2018 | Alan Williams | Suns de Phoenix                         |
| 11/10/2018 | Theo Pinson   | Tar Heels de la Caroline du Nord (NCAA) |
| 11/01/2019 | Alan Williams | Nets de Brooklyn                        |

#### Camps d'entraînement
| Date       | Joueur            | Contrat                                      | Provenance                              |
| ---------- | ----------------- | -------------------------------------------- | --------------------------------------- |
| 30/07/2018 | Theo Pinson       | Contrat non garanti de 838 464 $ sur 1 an.   | Tar Heels de la Caroline du Nord (NCAA) |
| 20/08/2018 | Mitchell Creek    | Contrat non garanti de 838 464 $ sur 1 an.   | S.Oliver Würzbourg                      |
| 20/08/2018 | Jordan McLaughlin | Contrat non garanti de 838 464 $ sur 1 an.   | Trojans d'USC (NCAA)                    |
| 25/09/2018 | Nuni Omot         | Contrat non garanti de 838 464 $ sur 1 an.   | Bears de Baylor (NCAA)                  |
| 12/10/2018 | Shannon Scott     | Contrat non garanti de 838 464 $ sur 1 an.   | Panteras de Miranda                     |
| 12/10/2018 | Tahjere McCall    | Contrat non garanti de 838 464 $ sur 1 an.   | Nets de Long Island (NBA G-League)      |
| 12/10/2018 | Drew Gordon       | Contrat non garanti de 1 349 383 $ sur 1 an. | Zénith Saint-Pétersbourg                |

### Départs

#### Agents libres
| Date       | Joueur           | Nouvelle équipe ¹               |
| ---------- | ---------------- | ------------------------------- |
| 01/07/2018 | Quincy Acy       |                                 |
| 05/07/2018 | Nik Stauskas     | Trail Blazers de Portland       |
| 20/07/2018 | Dante Cunningham | Spurs de San Antonio            |
| 08/08/2018 | Milton Doyle     | CB Murcie                       |
| 09/08/2018 | Jahlil Okafor    | Pelicans de La Nouvelle-Orléans |
| 23/08/2018 | James Webb III   | Telekom Baskets Bonn            |
| 01/08/2018 | Joseph Young     | Nanjing Monkey Kings            |

¹ Il s'agit de l’équipe pour laquelle le joueur a signé après son départ, il a pu entre-temps changer d'équipe ou encore de pays.

#### Joueurs coupés
| Date       | Joueur         | Nouvelle équipe ¹         |
| ---------- | -------------- | ------------------------- |
| 06/07/2018 | Dwight Howard  | Trail Blazers de Portland |
| 02/01/2019 | Alan Williams  | Nets de Brooklyn          |
| 19/01/2019 | Kenneth Faried |                           |

¹ Il s'agit de l’équipe pour laquelle le joueur a signé après son départ, il a pu entre-temps changer d'équipe ou encore de pays.

#### Non retenu après les camps d’entraînements
| Date       | Joueur            |
| ---------- | ----------------- |
| 11/10/2018 | Nuni Omot         |
| 11/10/2018 | Jordan McLaughlin |
| 12/10/2018 | Mitchell Creek    |
| 13/10/2018 | Tahjere McCall    |
| 13/10/2018 | Shannon Scott     |
| 14/10/2018 | Drew Gordon       |

### Joueurs "agents libres" à la fin de la saison
| Joueur                  | Fin de saison         |
| ----------------------- | --------------------- |
| DeMarre Carroll         | Agent libre           |
| Ed Davis                | Agent libre           |
| Jared Dudley            | Agent libre           |
| Rondae Hollis-Jefferson | Agent libre restreint |
| D'Angelo Russell        | Agent libre restreint |

### Options en fin de saison
| Joueur         | Fin de saison    |
| -------------- | ---------------- |
| Allen Crabbe   | Option joueur.   |
| Shabazz Napier | Option d'équipe. |